# Кртиновиця
Кртиновиця (словен. Krtinovica) — поселення в общині Сежана, Регіон Обално-крашка, Словенія. Висота над рівнем моря: 349 м. Розташоване близько кордону з Італією.